# 海洋和冲浪城
海洋和冲浪城（Cité de l'Océan et du Surf）位于法国比亚里茨，2011年6月开业，由斯蒂文·霍尔建筑师与索兰奇·法比昂合作设计。
该设计是2005年举行的一次国际比赛的获奖方案。该建筑基于“天空下”和“海底”的概念，以强烈弯曲的屋顶为特色，并塑造了公共广场的空间，向地平线和海洋倾斜。这座3800平方米的建筑，包含画廊、礼堂、餐厅、自助餐厅和行政办公室，公共景观从博物馆广场无缝地流向水面。
斯蒂文·霍尔因海洋和冲浪城曾获得过多个奖项，包括2011年绿叶奖（LEAF Award）、2012年美国建筑奖（American Architecture Award）和年度设计评审奖。